# 28 april
28 april is de 118e dag van het jaar (119e dag in een schrikkeljaar) in de gregoriaanse kalender. Hierna volgen nog 247 dagen tot het einde van het jaar.

## Gebeurtenissen
- Algemeen
  - 1789 - Muiterij op de Bounty onder leiding van Fletcher Christian tegen kapitein William Bligh.
  - 1989 - De Senegalese regering roept de noodtoestand uit en stelt een avondklok in de hoofdstad Dakar in, nadat woedende Senegalezen ten minste 26 Mauritaniërs met stenen hadden doodgegooid en 675 anderen hadden verwond.
  - 2025 - In Portugal en Spanje valt in grote delen van het land de elektriciteit langdurig uit. Het leidde onder meer tot chaos in het verkeer, telefoonverkeer en ziekenhuizen. Uiteindelijk vielen er 5 doden.
- Bouwkunst en architectuur
  - 1877 - In Rotterdam wordt de Willemsspoorbrug over de Nieuwe Maas in gebruik genomen.
  - 1967 - Koningin Juliana opent de vernieuwde luchthaven Schiphol.
- Kunst en cultuur
  - 2022 - Pia Douwes ontvangt tijdens het Musical Awards Gala de Oeuvre Award.[1]
- Media
  - 2018 - Na tien seizoenen stopt het populaire satirische televisieprogramma De Kwis.
- Politiek
  - 1788 - Maryland ratificeert de grondwet van de Verenigde Staten en treedt toe tot de Unie als zevende staat.[2]
  - 1810 - Keizer Napoleon Bonaparte reist vanuit Brussel via het Kanaal naar Willebroek tot in de Rupel. Hier schouwt hij de "oorlogsbodems" die in de rivier voor anker liggen. Na de schouwing reist hij over de weg verder naar Antwerpen.
  - 1919 - Officiële instelling van de Volkenbond tijdens de vredesbesprekingen in Versailles.
  - 1945 - Benito Mussolini en zijn minnares Clara Petacci worden gedood door leden van het Italiaanse verzet wanneer ze het land proberen te ontvluchten.
  - 1950 - Huwelijk van koning Rama IX of Bhumibol van Thailand met Sirikit Kitiyakara.
  - 1952 - Het Vredesverdrag van San Francisco treedt in werking; Japan herwint zijn soevereiniteit.
  - 1965 - Amerikaanse troepen landen in de Dominicaanse Republiek, zogenaamd om een "communistische coup" te voorkomen.
  - 1969 - Charles de Gaulle treedt af als president van Frankrijk omdat hij het referendum van de dag ervoor had verloren.
  - 1977 - Eind van proces tegen Rote Armee Fraktion, drie leiders, Andreas Baader, Gudrun Ensslin en Jan-Carl Raspe worden veroordeeld tot levenslange gevangenisstraf
  - 1992 - In Den Haag wordt het nieuwe gebouw van de Tweede Kamer in gebruik genomen.
  - 1992 - De voorzitter van de nieuwe regeringsraad van Afghanistan, Sibghatullah Mojaddidi, komt met een groot konvooi aan in de hoofdstad Kabul. De onderlinge gevechten tussen de verschillende islamitische verzetsgroepen zijn geluwd.
  - 2015 - Vanwege de hoge temperaturen in Venezuela hoeven ambtenaren voorlopig alleen nog maar in de ochtend aan de slag. Er is niet genoeg stroom om de hele werkdag de airconditioning te laten draaien.
  - 2020 - Colombia wordt lid van de OESO.
- Recreatie
  - 1990 - In Six Flags Great America wordt de attractie Iron Wolf geopend.
  - 2008 - In Hong Kong Disneyland wordt de attractie "It's a small world" geopend.
- Religie
  - 1371 - Adolf van Nassau-Wiesbaden-Idstein wordt gekozen tot bisschop van Speyer.
  - 1969 - Paus Paulus VI creëert 34 nieuwe kardinalen, onder wie de Nederlandse curieprelaat Johannes Willebrands.
- Sport
  - 1901 - Oprichting van de Koninklijke Nederlandse Atletiek Unie.
  - 1934 - Oprichting van de Liechtensteinse voetbalbond.
  - 1996 - Laatste wedstrijd in Ajax Stadion De Meer, tussen Ajax en Willem II. Eindstand 5-1 voor Ajax.
  - 2001 - Erik Dekker wint de 36ste editie van Nederlands enige wielerklassieker, de Amstel Gold Race.
  - 2002 - Michele Bartoli wint de 37ste editie van de Amstel Gold Race.
  - 2004 - Aanvaller Andy Selva bezorgt San Marino de allereerste overwinning uit de voetbalgeschiedenis van de ministaat. De nationale ploeg wint in Serravalle met 1-0 van Liechtenstein in een vriendschappelijke wedstrijd.
  - 2007 - Opening van BMO Field, ook wel National Soccer Stadium genoemd, een voetbalstadion in de Canadese stad Toronto.
  - 2008 - Marouane Fellaini van Standard Luik wint voor de eerste keer de Ebbenhouten Schoen als beste voetballer van Afrikaanse afkomst in de Belgische Jupiler Pro League.
  - 2010 - De Nederlandse voetbalclub SC Veendam vraagt faillissement aan.
  - 2023 - Voetbalclub Heracles Almelo stelt promotie naar de Eredivisie veilig door te winnen van Jong PSV en keert daarmee na 1 seizoen weer terug op het hoogste niveau.[3]
  - 2024 - De Nederlandse wielrenner Frank van den Broek wint de Ronde van Turkije.[4]
- Wetenschap en technologie
  - 1947 - Thor Heyerdahl begint vanuit Peru aan zijn reis aan boord van een balsavlot, de Kon Tiki.
  - 2001 - Dennis Tito is de eerste ruimtetoerist. Hij betaalde 20 miljoen dollar voor een achtdaagse vakantie aan boord van het internationaal ruimtestation ISS.[5]
  - 2015 - Lancering met een Sojoezraket vanaf Bajkonoerkosmodroom van het onbemande ruimtevaartuig Progress 59 voor een bevoorradingsmissie naar het ISS. Enige tijd later ontstaan er technische problemen waardoor het ruimtevaartuig niet meer kan aanmeren bij het ISS en de benodigdheden voor het ISS verloren zullen gaan.[6]
  - 2023 - Ruimtewandeling van de NASA astronaut Steve Bowen en MBRSC astronaut Sultan Alneyadi voor het uitvoeren van werkzaamheden aan het ISS ter voorbereiding van het installeren van een nieuw paar zonnepanelen tijdens een toekomstige ruimtewandeling. Dit is de eerste keer dat een astronaut van de VAE een ruimtewandeling maakt.[7]
  - 2023 - ESA maakt bekend dat de 16 meter lange Radar for Icy Moons Exploration (RIME) antenne van het Jupiter Icy Moons Explorer ruimtevaartuig niet volledig is uitgevouwen. Men denkt dat de antenne wordt tegengehouden door een klem zittend pinnetje, maar er is goede hoop dat het probleem opgelost kan worden.[8]
  - 2024 - Lancering van een Falcon 9 raket van SpaceX vanaf Kennedy Space Center Lanceercomplex 39 voor de Galileo FOC FM25 & FM27 missie met de twee gelijknamige navigatiesatellieten die deel moeten gaan uitmaken van de Europese Galileo constellatie.[9]
  - 2024 - Ontkoppeling van een onbemande Dragon ruimtevaartuig en het ISS. Het ruimtevaartuig is op 21 maart 2024 gelanceerd voor bevoorradingsmissie Dragon CRS-2 SpX-30.[10]

## Geboren

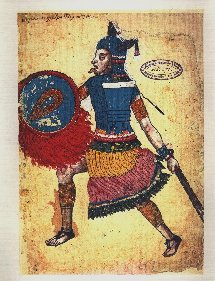
Nezahualcoyotl
geboren in 1402

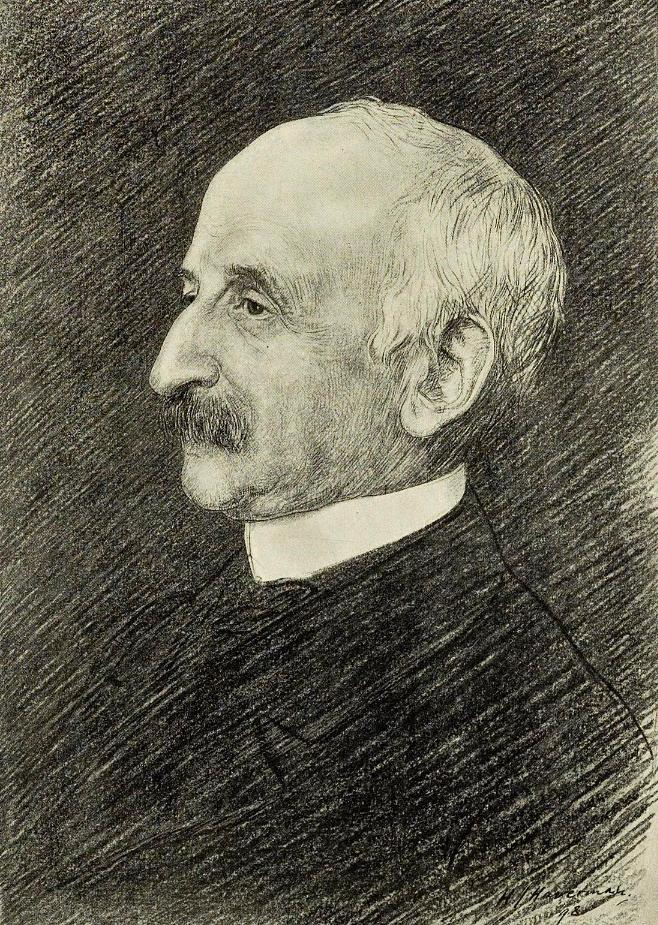
Tobias Asser
geboren in 1838

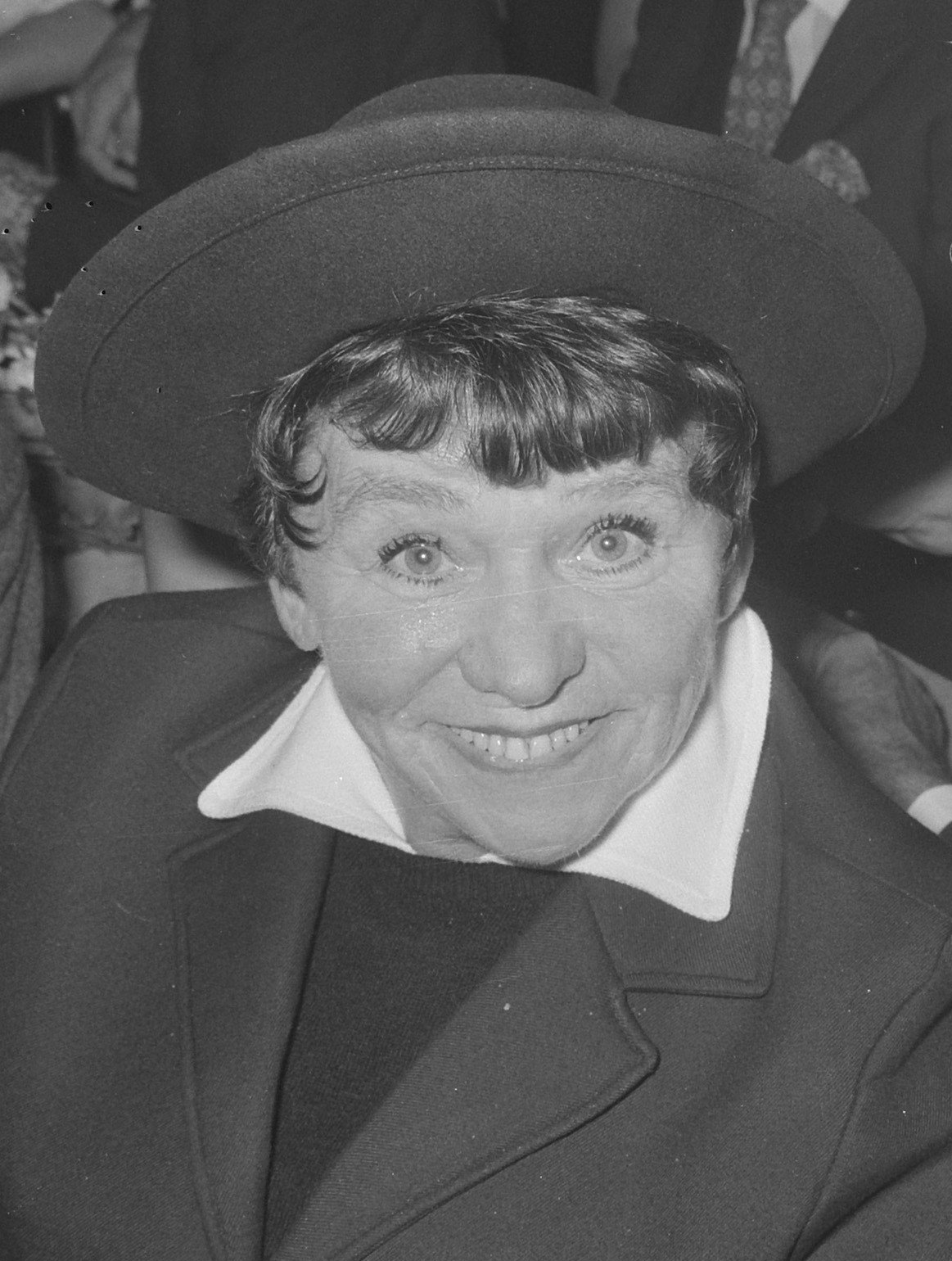
Corry Vonk
geboren in 1901

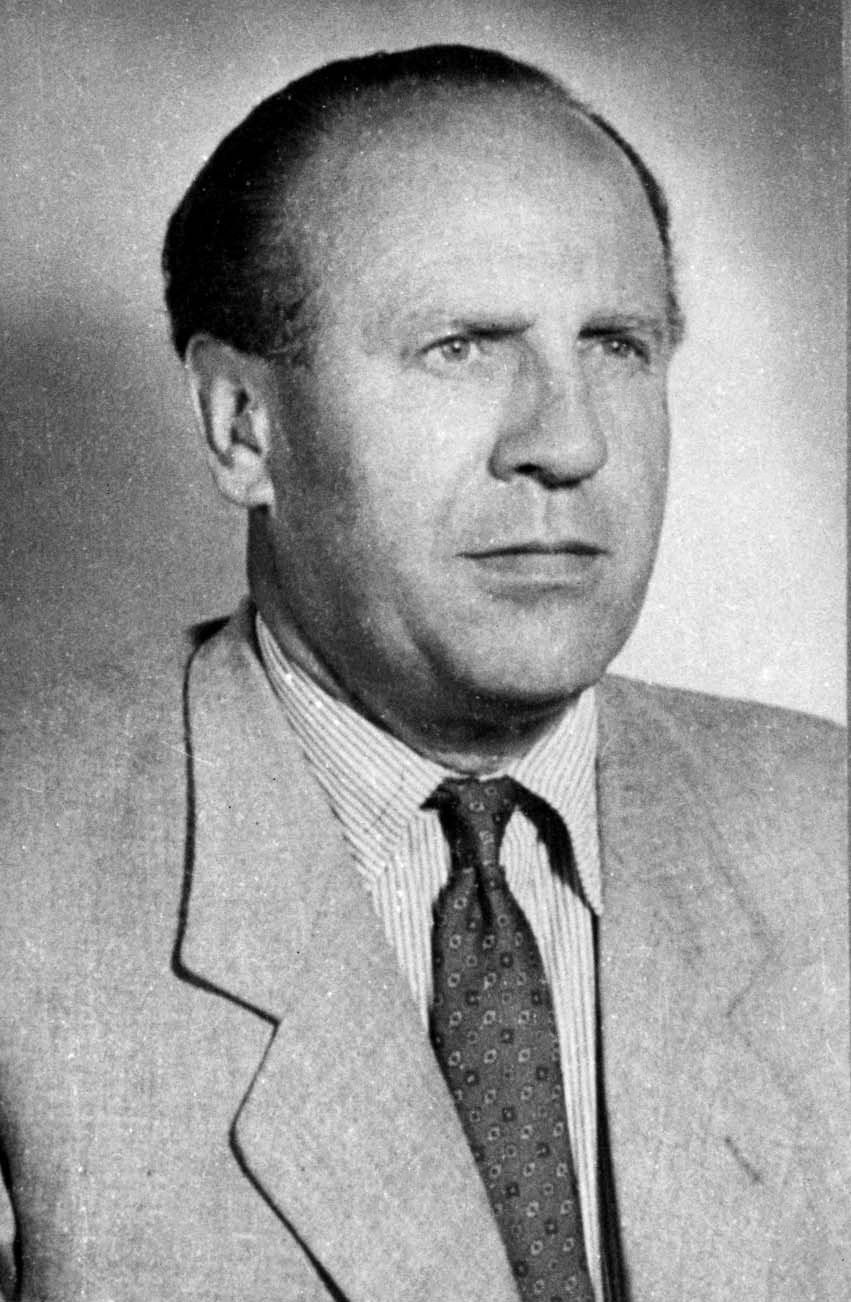
Oskar Schindler
geboren in 1908

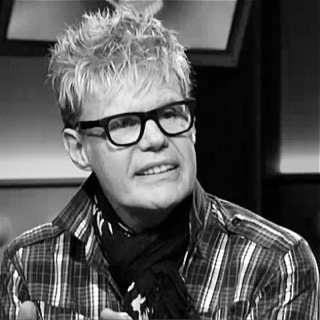
Ad Visser
geboren in 1947

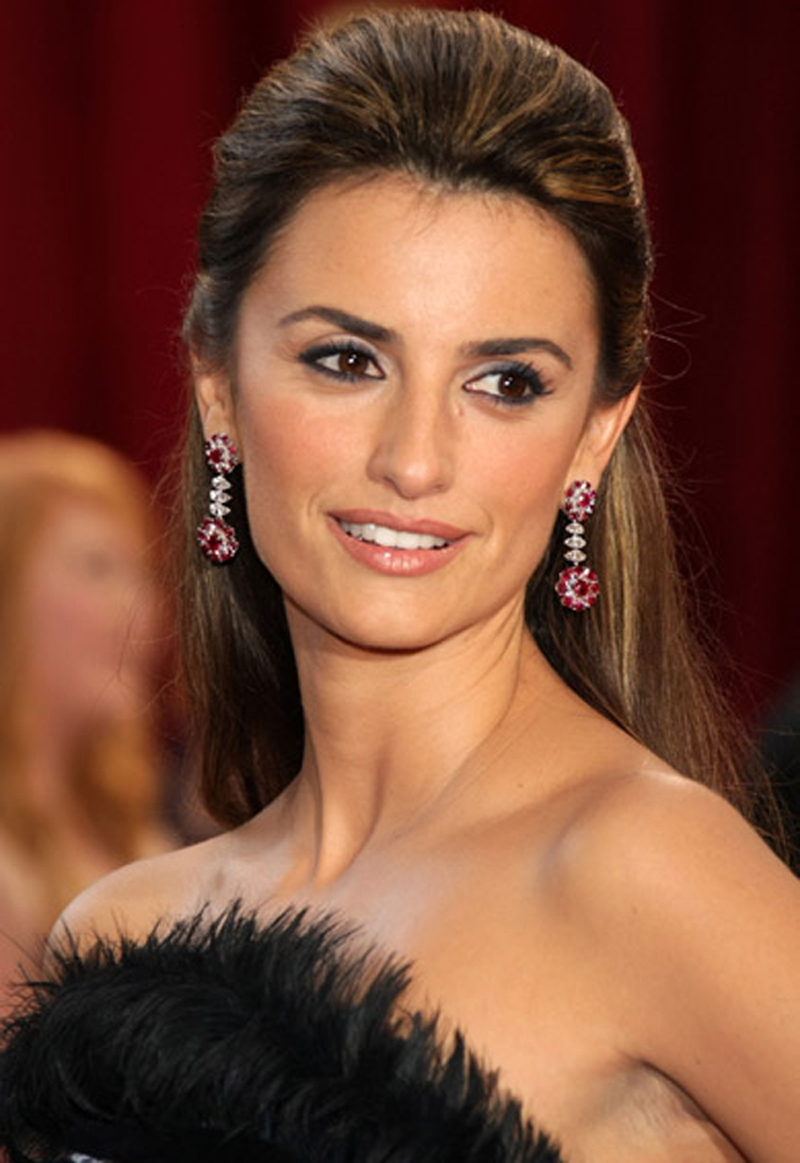
Penélope Cruz
geboren in 1974

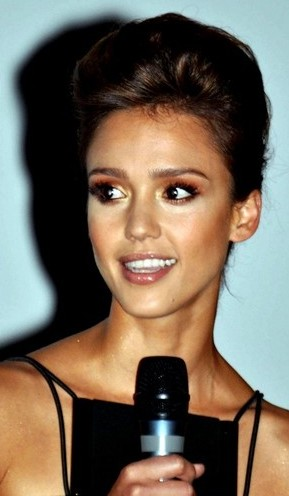
Jessica Alba
geboren in 1981

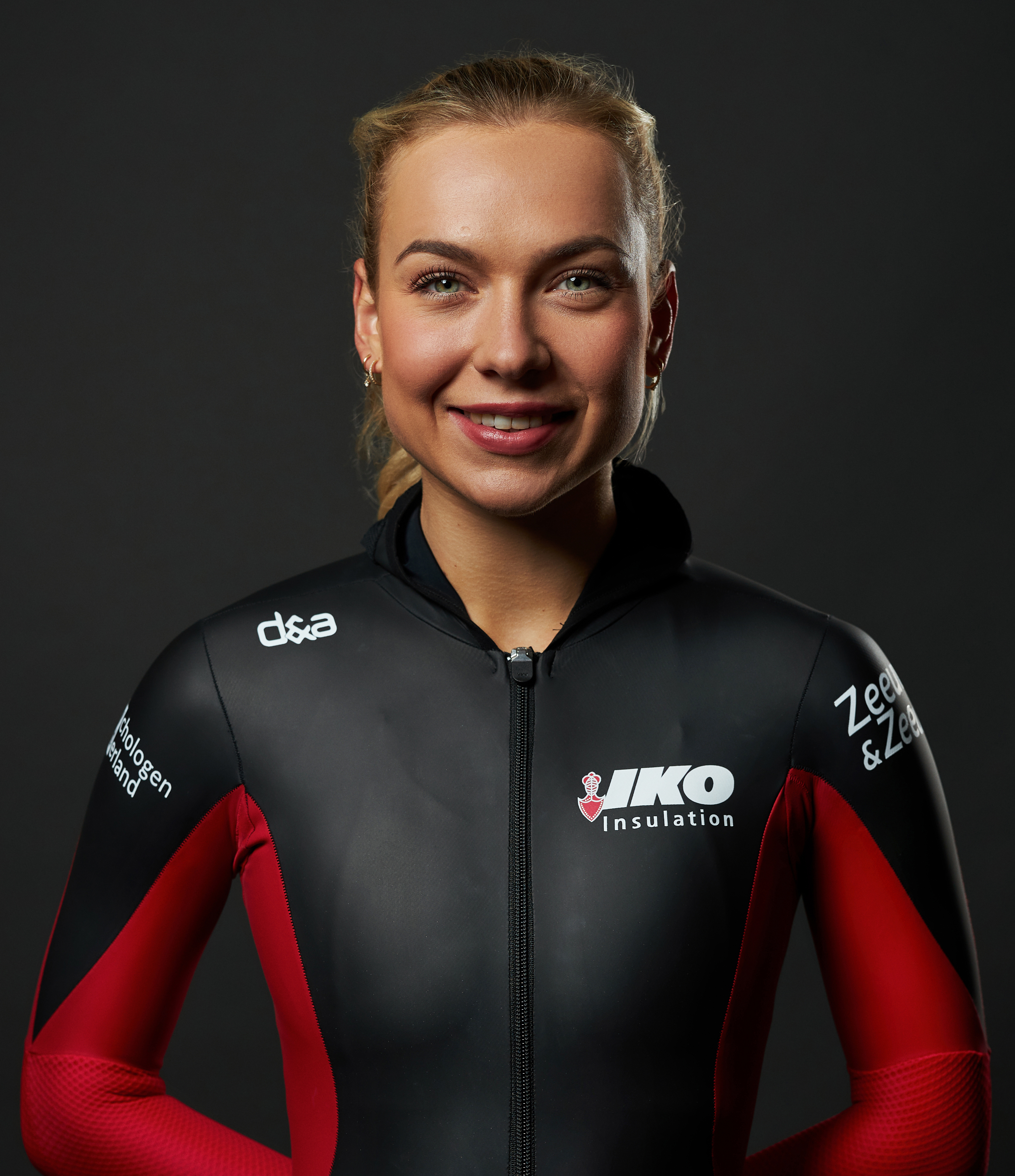
Joy Beune
geboren in 1999

- 32 - Marcus Salvius Otho, keizer van het Romeinse Keizerrijk (overleden 69)
- 1402 - Nezahualcoyotl, Mexicaans dichter en koning (overleden 1472)
- 1442 - Koning Eduard IV van Engeland (overleden 1483)
- 1545 - Yi Sun-sin, Koreaans admiraal (overleden 1598)
- 1612 - Odoardo Farnese, hertog van Parma en Piacenza (overleden 1646)
- 1632 - Isabella Charlotte van Nassau, derde dochter van stadhouder Frederik Hendrik en Amalia van Solms (overleden 1642)
- 1758 - Jan Boelens, Nederlands koopman, molenaar en maire (overleden 1846)
- 1758 - James Monroe, vijfde president van de Verenigde Staten (overleden 1831)
- 1773 - Maria Geertruida Snabilie, Nederlands schilderes (overleden 1838)
- 1778 - Adriaan van der Hoop, Nederlands bankier en kunstverzamelaar (overleden 1854)
- 1784 - François van Harencarspel Eckhardt, Nederlands edelman en politicus (overleden 1842)
- 1785 - Prosper Lodewijk van Arenberg, Zuid-Nederlands vrijmetselaar en hertog (overleden 1861)
- 1793 - Nicolaas Gerard Servatius, Nederlands bestuurder (overleden 1870)
- 1805 - Jan Freerks Zijlker, Nederlands politicus (overleden 1868)
- 1809 - Victor Pirson, Belgisch militair, diplomaat en liberaal politicus (overleden 1867)
- 1822 - Johannes Hinderikus Egenberger, Nederlands schilder en fotograaf (overleden 1897)
- 1824 - Albertus Adrianus van Bergen IJzendoorn, Nederlands burgemeester (overleden 1895)
- 1827 - Samuel Senior Coronel, Nederlands sociaal geneeskundige (overleden 1892)
- 1829 - Charles Bourseul, Frans technicus en uitvinder (overleden 1912)
- 1831 - Peter Guthrie Tait, Schots wiskundig natuurkundige (overleden 1901)
- 1836 - Jeltje de Bosch Kemper, Nederlands feministe (overleden 1916)
- 1838 - Tobias Asser, Nederlands jurist en Nobelprijswinnaar (overleden 1913)
- 1859 - Evert Breman, Nederlands architect (overleden 1926)
- 1859 - Adriaan Goekoop, Nederlands ondernemer (overleden 1914)
- 1868 - Émile Bernard, Frans symbolistische kunstschilder en schrijver (overleden 1941)
- 1872 - Carl Bonde, Zweeds ruiter (overleden 1957)
- 1875 - Augusta Maria Louise van Beieren, Prinses van Beieren (overleden 1964)
- 1881 - Daniël Jules Delestré, norbertijn van de Abdij van Grimbergen (overleden 1967)
- 1883 - Gabrielle Ray, Engels actrice, zangeres en danseres (overleden 1973)
- 1885 - Paul Charles, Belgisch politicus (overleden 1954)
- 1886 - Karel Henri Broekhoff, Nederlands politiefunctionaris (overleden 1946)
- 1878 - Lionel Barrymore, Amerikaans acteur (overleden 1954)
- 1878 - Jan van Dommelen, Nederlands acteur en filmregisseur (overleden 1942)
- 1879 - Theda Mansholt, Nederlands pedagoge (overleden 1956)
- 1879 - Edgard Tytgat, Belgisch expressionistisch kunstschilder, boekbandontwerper en graficus (overleden 1957)
- 1883 - Johannes Anthonie de Visser, Nederlands politicus en procureur-generaal (overleden 1950)
- 1883 - Georg Warnecke, Duits rechter en entomoloog (overleden 1962)
- 1887 - Thomas Aas, Noors zeiler (overleden 1961)
- 1889 - António de Oliveira Salazar, Portugees dictator (overleden 1970)
- 1891 - Jean Michel Caubo, Nederlands verzetsstrijder (overleden 1945)
- 1892 - Charles Juseret, Belgisch wielrenner (overleden 1973)
- 1894 - Fritz Freitag, Duits generaal (overleden 1945)
- 1897 - Willem Maas, Nederlands architect (overleden 1950)
- 1897 - Kálmán Tihanyi, Hongaars televisiepionier en uitvinder (overleden 1947)
- 1897 - Ye Jianying, Chinees generaal en voorzitter van het Permanente Comité (overleden 1986)
- 1900 - Heinrich Müller, Duits politiefunctionaris, leider van de Gestapo (overleden 1945)
- 1900 - Jan Hendrik Oort, Nederlands sterrenkundige (overleden 1992)
- 1900 - Maurice Thorez, Frans communistische politicus (overleden 1964)
- 1901 - Werner Mantz, Duits fotograaf (overleden 1983)
- 1901 - Corry Vonk, Nederlands actrice en kleinkunstenares (overleden 1988)
- 1902 - Alexandre Kojève, Russisch-Frans politiek filosoof en ambtenaar (overleden 1968)
- 1904 - Emil Rameis, Oostenrijks componist, muziekpedagoog, dirigent, musicoloog en fluitist (overleden 1973)
- 1904 - Frants Edvard Röntgen, Nederlands architect (overleden 1980)
- 1905 - Frans van Beeck Calkoen, Nederlands bestuurder (overleden 1994)
- 1906 - Bart Jan Bok, Amerikaans/Nederlands astronoom (overleden 1983)
- 1906 - Kurt Gödel, Oostenrijks-Amerikaans wiskundige (overleden 1978)
- 1906 - Eugène Van Cauteren, Belgisch volksvertegenwoordiger (overleden 1978)
- 1907 - Raymond Braine, Belgisch voetballer (overleden 1978)
- 1907 - Al Miller, Amerikaans autocoureur (overleden 1967)
- 1908 - Ethel Catherwood, Canadees atlete (overleden 1987)
- 1908 - Oskar Schindler, Sudeten-Duits industrieel die bekend werd door zijn hulp aan Joden tijdens de Holocaust (overleden 1974)
- 1909 - Miles Bellville, Brits zeiler (overleden 1980)
- 1911 - Lee Falk, Amerikaans schrijver, stripauteur en producer (overleden 1999)
- 1911 - Hernando Ocampo, Filipijns schrijver en modernistische kunstschilder (overleden 1978)
- 1911 - Vera Peters, Canadees oncologe (overleden 1993)
- 1912 - Øivind Holmsen, Noors voetballer (overleden 1996)
- 1913 - Reg Butler, Engels beeldhouwer (overleden 1981)
- 1913 - Walter Crook, Brits voetballer en voetbalcoach (overleden 1988)
- 1913 - Joop Geesink, Nederlands filmproducent (overleden 1984)
- 1915 - Cornelis Verhagen, Nederlands natuurkundig ingenieur, hoogleraar en rector magnificus (overleden 2005)
- 1916 - Ferruccio Lamborghini, Italiaans auto-ontwerper (overleden 1993)
- 1917 - Robert Anderson, Amerikaans toneel- en scenarioschrijver (overleden 2009)
- 1917 - Joke Stoffels-van Haaften, Nederlands politica (overleden 1992)
- 1917 - Joop Waasdorp, Nederlands schrijver en journalist (overleden 1988)
- 1918 - Willy Schütz-Erb, Duits componist en dirigent (overleden 1992)
- 1919 - Boris Gojchman, (Sovjet)Russisch waterpolospeler (overleden 2006)
- 1922 - Edmond Cathenis, Belgisch senator (overleden 1976)
- 1922 - Pino Cerami, Belgisch wielrenner (overleden 2014)
- 1922 - Wim Jorissen, Belgisch politicus (overleden 1982)
- 1923 - Pierre Malotaux, Nederlands bedrijfskundige, organisatieadviseur en hoogleraar (overleden 2016)
- 1923 - Henk van der Pols, Nederlands politicus (overleden 2020)
- 1924 - Jozef Ghyssels, Belgisch volksvertegenwoordiger (overleden 1988)
- 1924 - Kenneth Kaunda, Zambiaans politicus (overleden 2021)
- 1925 - Hans Gruijters, Nederlands crimineel (overleden (overleden 1980)
- 1925 - Otto Šimánek, Tsjechisch toneelspeler (overleden 1992)
- 1926 - Blossom Dearie, Amerikaans jazzzangeres (overleden 2009)
- 1926 - Walter Kalischnig, Sloveens-Nederlands componist, dirigent, arrangeur en muzikant
- 1926 - Harper Lee, Amerikaans schrijfster (overleden 2016)
- 1927 - Guy Duijck, Belgisch componist (overleden 2008)
- 1928 - Ivan Kizimov, Sovjet-Russisch ruiter (overleden 2019)
- 1928 - Yves Klein, Frans kunstschilder (overleden 1962)
- 1928 - Jan Schotte, Belgisch kardinaal (overleden 2005)
- 1928 - Eugene Shoemaker, Amerikaans geoloog en astronoom (overleden 1997)
- 1929 - Rogelio Salmona, Colombiaans architect (overleden 2007)
- 1930 - Jürgen Ahrend, Duits orgelbouwer (overleden 2024)
- 1930 - James Baker, Amerikaans advocaat, diplomaat en politicus
- 1930 - Germaine Hoffmann, Luxemburgs kunstschilderes en collagekunstenares (overleden 2024)
- 1930 - Carolyn Jones, Amerikaans actrice (overleden 1983)
- 1933 - Peter Lohr, Nederlands cabaretier en theaterdirecteur (overleden 1983)
- 1933 - Pieter Pestman, Nederlands hoogleraar en rechtsgeleerde (overleden 2010)
- 1936 - Tariq Aziz, Iraaks politicus (overleden 2015)
- 1936 - Wam de Moor, Nederlands literatuurcriticus, dichter en schrijver (overleden 2015)
- 1936 - Patrick d'Udekem d'Acoz, Belgisch aristocraat, politicus en vader van de Belgische koningin Mathilde (overleden 2008)
- 1936 - Kenneth White, Schots dichter, schrijver en wetenschapper (overleden 2023)
- 1937 - Saddam Hoessein, Iraaks president/dictator (overleden 2006)
- 1938 - Osvino José Both, Braziliaans aartsbisschop
- 1938 - Hans Melchers, Nederlands zakenman (overleden 2023)
- 1938 - Madge Sinclair, Jamaicaans/Amerikaans film- en televisieactrice (overleden 1995)
- 1939 - Jimmy Frey, Belgisch zanger
- 1940 - Wim Hazeu, Nederlands schrijver, journalist, radio- en televisieprogrammamaker, uitgever, dichter en biograaf (overleden 2024)
- 1940 - Staf Nimmegeers, Belgisch priester en senator
- 1941 - Lucien Aimar, Frans wielrenner
- 1941 - Ann-Margret, Zweeds/Amerikaans actrice, zangeres en danseres
- 1941 - Fedde Jonkman, Nederlands politicus (overleden 2024)
- 1941 - Karl Barry Sharpless, Amerikaans chemicus en Nobelprijswinnaar
- 1942 - Rudi Fuchs, Nederlands kunsthistoricus
- 1943 - Jacques Dutronc, Frans zanger, componist en filmacteur
- 1943 - Jeffrey Tate, Brits dirigent (overleden 2017)
- 1943 - Klaas de Vries, Nederlands politicus
- 1944 - Pieter Baas, Nederlands botanicus (overleden 2024)
- 1944 - Jean-Claude Van Cauwenberghe, Belgisch politicus
- 1944 - Günter Verheugen, Duits politicus
- 1945 - Willy Vekemans, Belgisch wielrenner
- 1947 - Stephanie Beacham, Brits actrice
- 1947 - Steve Khan, Amerikaans jazzgitarist
- 1947 - Nebojša Popović, Servisch handballer
- 1947 - Fernand Roelands, Belgisch bokser (overleden 1990)
- 1947 - Ad Visser, Nederlands muzikant en presentator
- 1948 - Ferry de Groot, Nederlands radiomaker
- 1948 - Scott Fitzgerald, Brits zanger
- 1948 - Paul Kalma, Nederlands politicus
- 1948 - Terry Pratchett, Brits schrijver (overleden 2015)
- 1949 - Paul Guilfoyle, Amerikaans televisie- en filmacteur
- 1949 - Vladimir Ivanov, (Sovjet-)Russisch langebaanschaatser
- 1949 - Bruno Kirby, Amerikaans acteur (overleden 2006)
- 1949 - Peter Reber, Zwitsers singer-songwriter
- 1949 - Guus Swillens, Nederlands politicus
- 1950 - Willie Colón, Puerto Ricaans-Amerikaans trombonist, zanger en producer
- 1950 - Willem Keur, Nederlands ondernemer, projectleider, adviseur en politicus
- 1950 - Jay Leno, Amerikaans talkshowhost
- 1951 - Danni Heylen, Belgisch actrice
- 1951 - Peter Pontiac, Nederlands illustrator en striptekenaar (overleden 2015)
- 1951 - Silvi Vrait, Ests pop- en jazzzangeres (overleden 2013)
- 1952 - Chuck Leavell, Amerikaans pianist en toetsenist
- 1952 - Mary McDonnell, Amerikaans theater-, televisie- en filmactrice
- 1953 - Kim Gordon, Amerikaans zangeres, bassiste en componiste
- 1953 - Brian Greenhoff, Engels voetballer (overleden 2013)
- 1954 - John Pankow, Amerikaans acteur
- 1955 - Eddie Jobson, Brits toetsenist en (elektrisch) violist
- 1955 - Tobin Sprout, Amerikaans muzikant, grafisch ontwerper en kunstschilder
- 1955 - Djamel Zidane, Algerijns voetballer
- 1956 - Rick van der Ploeg, Nederlands politicus en econoom
- 1957 - Wilma Landkroon, Nederlands zangeres
- 1957 - Rosine Wallez, Belgisch atlete
- 1957 - Christopher Young, Amerikaans filmcomponist
- 1959 - Dainis Kūla, Lets atleet
- 1959 - Gil Vandenbrouck, Belgisch voetballer en voetbaltrainer
- 1960 - Rui Águas, Portugees voetballer
- 1960 - Scott Ambush, Amerikaans bassist
- 1960 - Ton Bakkeren, Nederlands bridgespeler
- 1960 - Elena Kagan, Amerikaans rechter
- 1960 - Ian Rankin, Schots schrijver
- 1960 - Knud Stadsgaard, Deens voetbalscheidsrechter
- 1960 - Walter Zenga, Italiaans voetballer en voetbaltrainer
- 1961 - Richard Boxall, Brits golfer
- 1961 - Hans Huibers, Nederlands politicus
- 1961 - Anna Oxa, Italiaans zangeres
- 1962 - Gerbrand Bakker, Nederlands schrijver
- 1962 - Maggie De Block, Belgisch politica
- 1962 - Jos van Herpen, Nederlands voetballer
- 1962 - Chris Ramsey, Engels voetballer en voetbalcoach
- 1963 - Frank Stockmans, Belgisch atleet
- 1964 - Stephen Ames, Canadees golfer
- 1964 - Louis Sévèke, Nederlands activist, journalist en publicist (overleden 2005)
- 1964 - Urs Sonderegger, Zwitsers ondernemer en autocoureur
- 1964 - Helen Windsor, Brits ambassadrice voor Armani en Bulgari
- 1966 - Jean-Luc Crétier, Frans alpineskiër
- 1966 - John Daly, Amerikaans golfspeler
- 1966 - Ali-Reza Pahlavi, Iraans prins (overleden 2011)
- 1966 - Too Short, Amerikaans rapper
- 1967 - Michel Andrieux, Frans roeier
- 1967 - Dario Hübner, Italiaans voetballer
- 1967 - Kari Wührer, Amerikaans actrice en producer
- 1968 - Arjan Postma, Nederlands boswachter en televisiepersoonlijkheid
- 1968 - Jacqueline Rustidge, Nederlands atlete
- 1969 - Blake Neely, Amerikaans componist, arrangeur en dirigent
- 1969 - Carl Rosenblad, Zweeds autocoureur
- 1970 - Diego Simeone, Argentijns voetballer en voetbaltrainer
- 1971 - Hamish Carter, Nieuw-Zeelands triatleet
- 1971 - Chris Haggard, Zuid-Afrikaans tennisser
- 1971 - Bert Lamaire, Belgisch voetballer
- 1971 - Meredith McGrath, Amerikaans tennisster
- 1971 - Bridget Moynahan, Amerikaans actrice en model
- 1972 - Koen De Graeve, Belgisch acteur
- 1972 - Jean-Paul van Gastel, Nederlands voetballer
- 1972 - Koji Kondo, Japans voetballer (overleden 2003)
- 1973 - Jorge Garcia, Amerikaans komiek en acteur
- 1973 - Ian Murdock, Amerikaans informaticus
- 1973 - Pedro Pauleta, Portugees voetballer
- 1973 - Elisabeth Röhm, Duits-Amerikaans actrice
- 1974 - Penélope Cruz, Spaans actrice
- 1974 - Małgorzata Dydek, Pools basketbalster (overleden 2011)
- 1974 - Koen Pletinckx, Belgisch componist, saxofonist en computerprogrammeur/analist
- 1975 - Clesly Evandro Guimarães, Braziliaans voetballer
- 1975 - Sadet Karabulut, Nederlands politica
- 1975 - José Luis Martí, Spaans voetballer
- 1975 - Michael Walchhofer, Oostenrijks alpineskiër
- 1976 - Zoran Klemenčič, Sloveens wielrenner
- 1977 - Jorge Bolaño, Colombiaans voetballer (overleden 2025)
- 1977 - Thorstein Helstad, Noors voetballer
- 1977 - Rôni, Braziliaans voetballer
- 1978 - José Adrián Bonilla, Costa Ricaans wielrenner
- 1978 - Nate Richert, Amerikaans acteur en muzikant
- 1978 - Arjan Smit, Nederlands skeeleraar
- 1979 - Li Chengjiang, Chinees kunstschaatser
- 1979 - Nikolče Noveski, Macedonisch voetballer
- 1980 - Karolina Gočeva, Macedonisch zangeres
- 1980 - Bradley Wiggins, Brits wielrenner
- 1981 - Jessica Alba, Amerikaans actrice
- 1981 - Stefan Beumer, Nederlands atleet
- 1981 - Ilary Blasi, Italiaans tv-presentatrice
- 1981 - Kevin Kiley Jr. (Alex Riley), Amerikaans professioneel worstelaar
- 1981 - Toby Leonard Moore, Australisch acteur
- 1982 - Jack Doherty, Schots golfer
- 1982 - Varghese Johnson, Indiaas bokser
- 1982 - David Lindgren, Zweeds zanger
- 1982 - Chris Penso, Amerikaans voetbalscheidsrechter
- 1982 - Stefano Seedorf, Nederlands voetballer
- 1983 - Josh Brookes, Australisch motorcoureur
- 1983 - Noeki Klein, Nederlands waterpoloster
- 1983 - San F. Yezerskiy, Belgisch grafisch kunstenaar
- 1984 - Dmitri Torbinski, Russisch voetballer
- 1985 - Joffre Guerrón, Ecuadoraans voetballer
- 1985 - Mathilde Johansson, Zweeds tennisster
- 1986 - Barbara Pierre, Haïtiaans-Amerikaans atlete
- 1986 - Guilherme Siqueira, Braziliaans voetballer
- 1986 - Junior Strous, Nederlands autocoureur
- 1986 - Magda Toeters, Nederlands zwemster
- 1986 - Jenna Ushkowitz, Amerikaans actrice en zangeres
- 1986 - Tom Van Hyfte, Belgisch voetballer
- 1986 - FeestDJRuud, Nederlands dj
- 1987 - Bradley Johnson, Engels voetballer
- 1987 - Patrick Kristensen, Deens voetballer
- 1987 - Robin Schulz, Duits deejay en producer
- 1987 - Zoran Tošić, Servisch voetballer
- 1988 - Jonathan Biabiany, Frans voetballer
- 1988 - Francisco Durán, Spaans voetballer
- 1988 - Emma Hewitt, Australisch singer-songwriter en zangeres
- 1988 - Juan Mata, Spaans voetballer
- 1988 - Reto Schenkel, Zwitsers atleet
- 1988 - Emiliano Alfaro, Uruguayaans voetballer
- 1989 - Esteban Alvarado, Costa Ricaans voetballer
- 1989 - Gabriele Angella, Italiaans voetballer
- 1989 - Ruud Boymans, Nederlands voetballer
- 1989 - Jens Dantorp, Zweeds golfer
- 1989 - Stephen Ettinger, Amerikaans mountainbiker
- 1991 - Patricia Ashley, Amerikaans actrice
- 1991 - Vjatsjeslav Krasilnikov, Russisch beachvolleyballer
- 1991 - Cayfano Latupeirissa, Nederlands voetballer
- 1992 - David Bosa, Italiaans langebaanschaatser
- 1992 - Jurre Geluk, Nederlands programmamaker en presentator
- 1992 - David Schloffer, Oostenrijks voetballer
- 1993 - Jessica Ashwood, Australisch zwemster
- 1993 - Matthew MacDermid, Schots voetbalscheidsrechter
- 1993 - Moreno Rutten, Nederlands voetballer
- 1993 - Eva Samková, Tsjechisch snowboardster
- 1993 - Xandro Schenk, Nederlands voetballer
- 1993 - Jordy Tutuarima, Nederlands voetballer
- 1994 - Jakub Klášterka, Tsjechisch autocoureur
- 1994 - Fredrik Ludvigsson, Zweeds wielrenner
- 1994 - Ella van Poucke, Nederlands celliste
- 1994 - Rajwa Al Saif, Jordaans prinses
- 1994 - Floriano Vanzo, Belgisch voetballer
- 1994 - Maxim Zimin, Russisch autocoureur
- 1995 - Miel Aerts, Belgisch voetballer
- 1995 - Jonathan Benteke, Belgisch voetballer
- 1995 - Joelia Goerska, Oekraïens zangeres
- 1995 - Alexander Graham, Australisch zwemmer
- 1995 - Derk Telnekes, Nederlands darter
- 1995 - Shane Williamson, Japans langebaanschaatser
- 1995 - Melanie Martinez, Amerikaans zangeres
- 1996 - Luana Bühler, Zwitsers voetbalster
- 1996 - Bob Offenberg, Nederlands zanger
- 1996 - Tony Revolori, Amerikaans acteur
- 1998 - Azor Matusiwa, Nederlands voetballer
- 1999 - Silje Opseth, Noors schansspringster
- 1999 - Joy Beune, Nederlands langebaanschaatsster
- 2000 - Victoria De Angelis, bassist Måneskin
- 2002 - Kim Molenaar, Nederlands handbalster
- 2002 - Femi Seriki, Engels voetballer
- 2004 - Oona Sevenius, Fins voetbalster
- 2005 - Oliver Gray, Brits autocoureur
- 2005 - Kiki Vissers, Nederlands voetbalster
- 2006 - Kiawentiio, Canadees actrice en zangeres

## Overleden

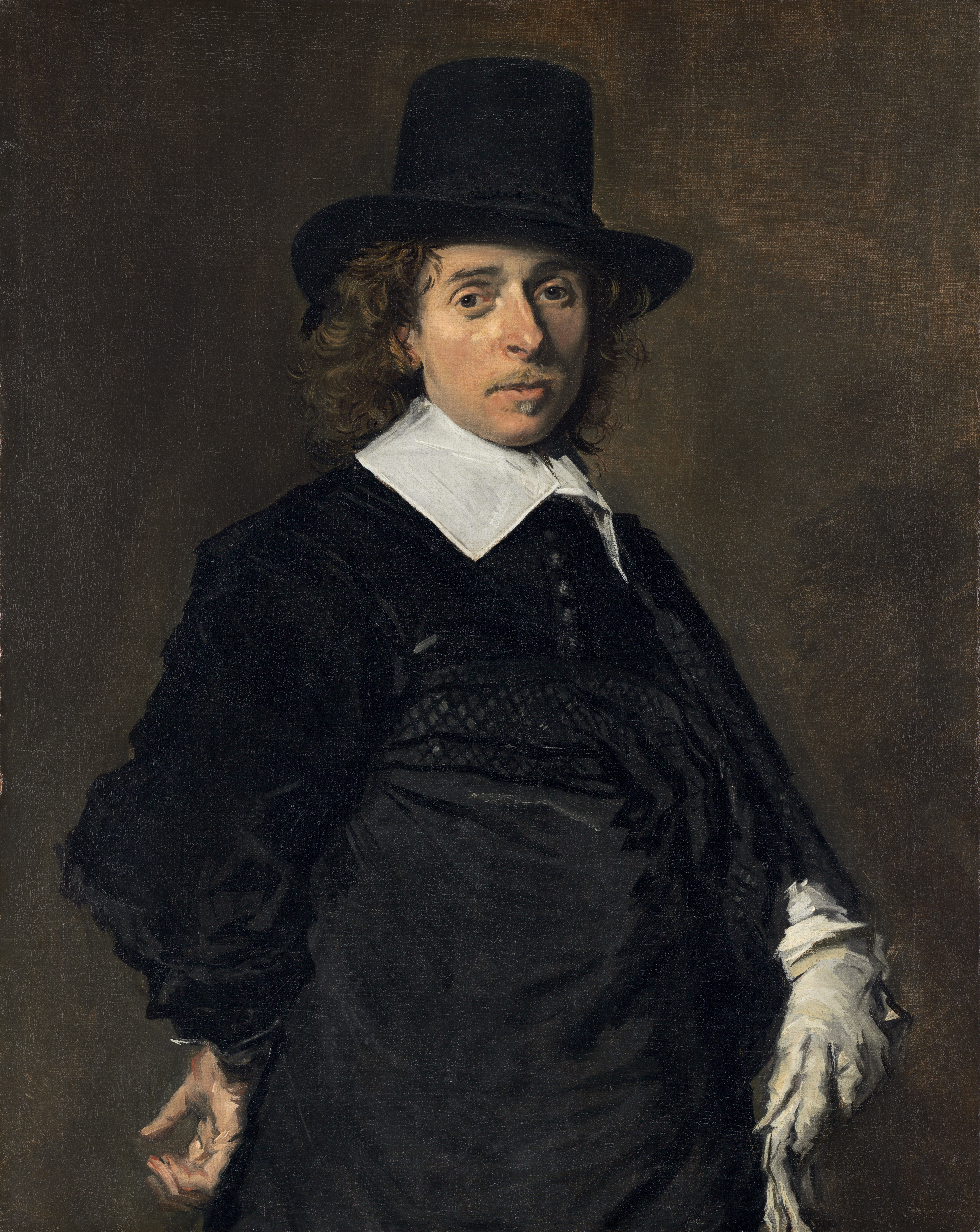
Adriaen van Ostade
overleden in 1685

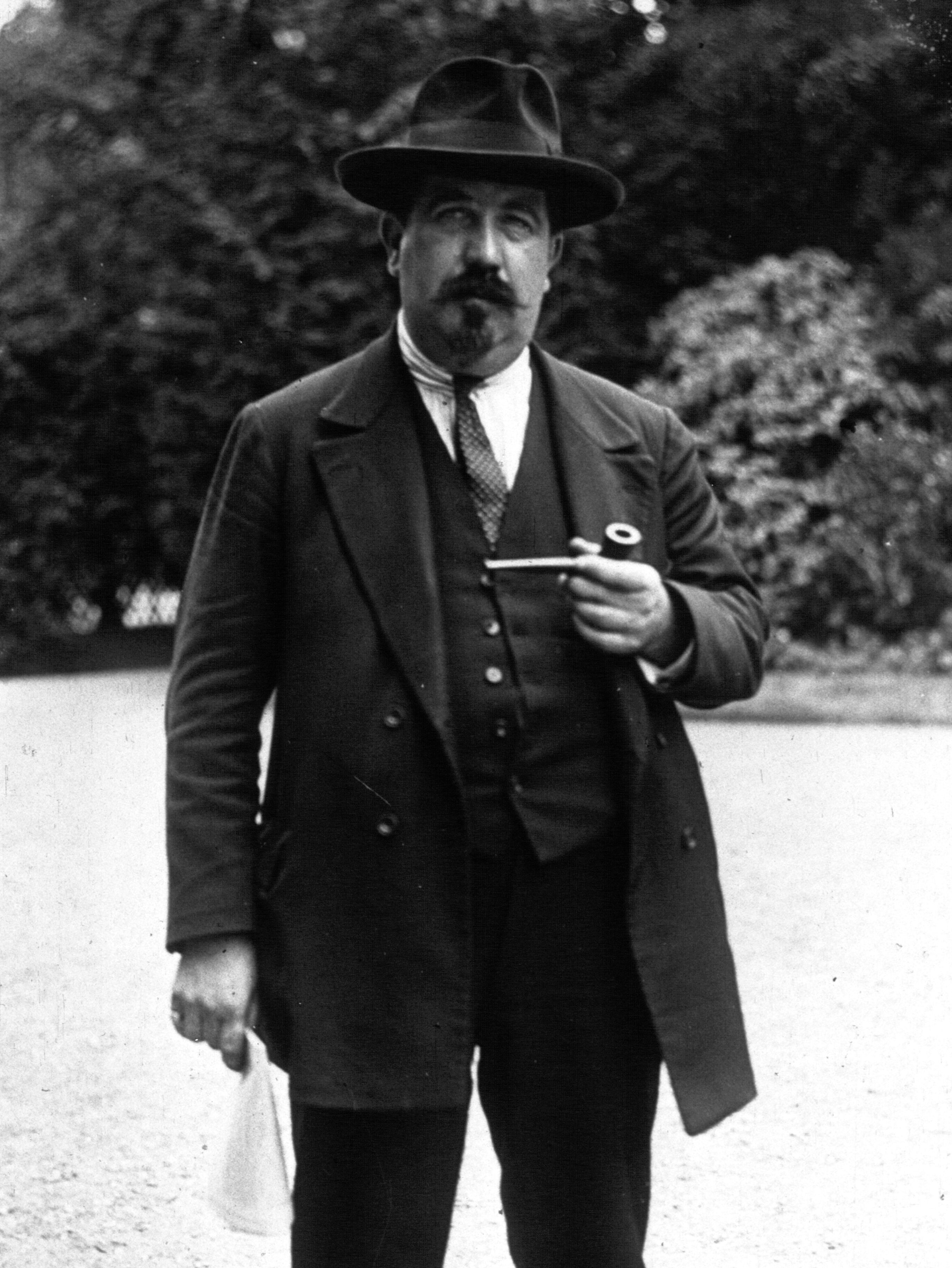
Léon Jouhaux
overleden in 1954

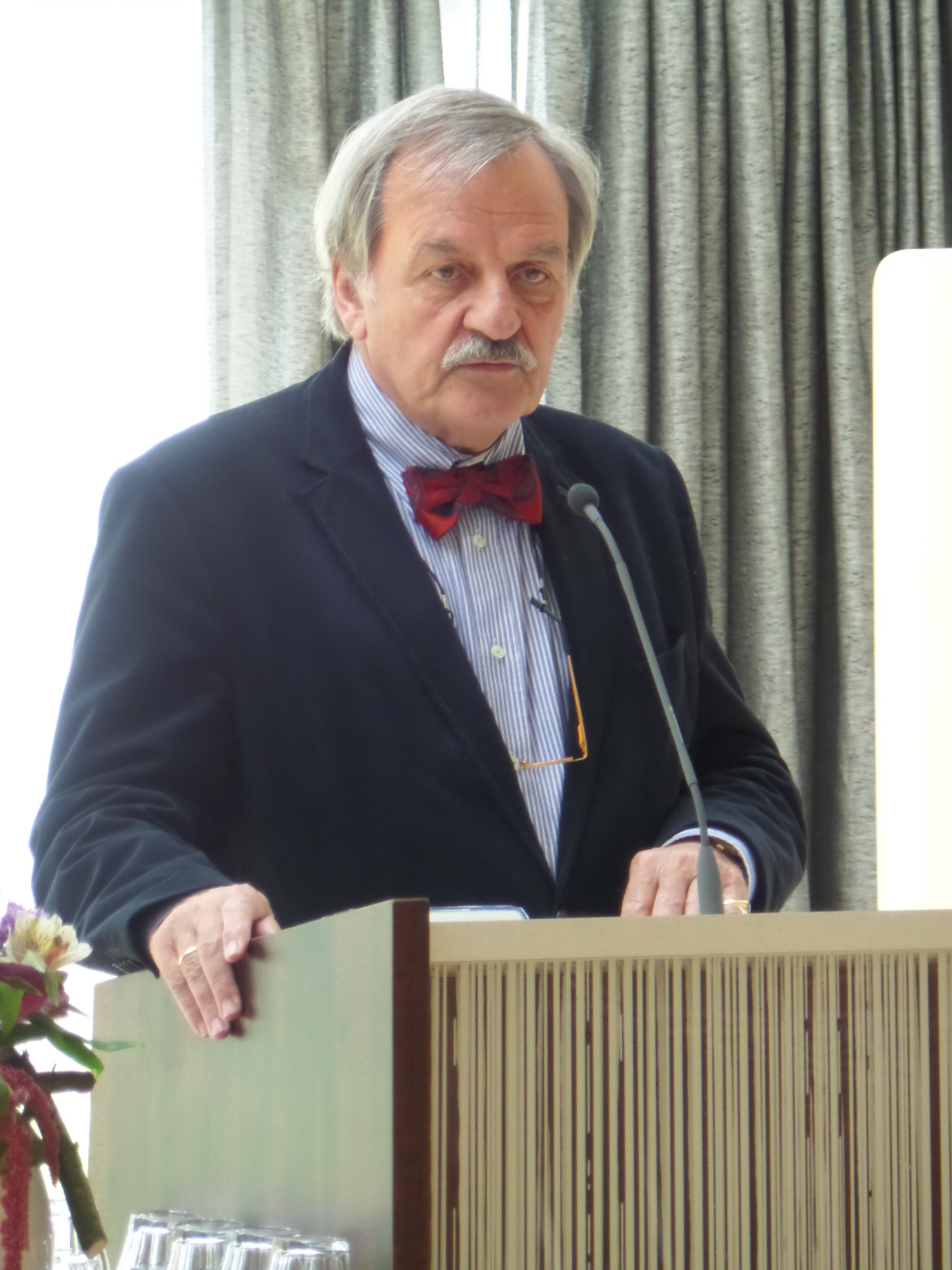
Alexander Münninghoff
overleden in 2020

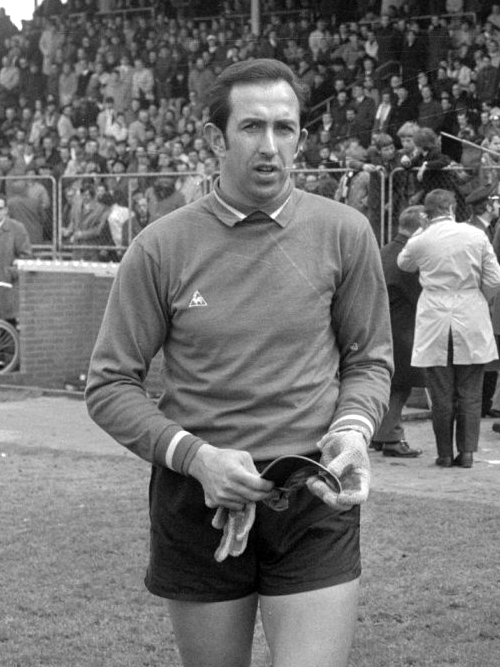
Eddy Pieters Graafland
overleden in 2020

- 988 - Adaldag (c. 88), aartsbisschop van Hamburg-Bremen
- 1074/1076 - Sven II van Denemarken (±55), koning van Denemarken
- 1192 - Koenraad van Monferrato (±48), koning van Jeruzalem
- 1636 - Gerrit Thomasz Pool, Nederlands zeevaarder, commandeur en koopman
- 1666 - Feio Sickinghe (~56), Nederlands jonkheer, landheer en politicus
- 1685 - Adriaen van Ostade (74), Nederlands schilder
- 1695 - Henry Vaughan (73), Welsh schrijver en arts
- 1707 - Christiaan van Saksen-Eisenberg (54), hertog van Saksen-Eisenberg
- 1714 - Jean-Jacques Clérion (77), Frans beeldhouwer
- 1716 - Louis-Marie Grignion de Montfort (43), Frans katholiek priester, ordestichter en heilige
- 1726 - Thomas Pitt (72), gouverneur van Madras
- 1783 - Charles Cavendish (79), Brits aristocraat, politicus en wetenschapper
- 1784 - Jan Alingh (81), Nederlands schulte
- 1807 - Jakob Philipp Hackert (69), Duits kunstschilder
- 1813 - Michail Koetoezov (67), Russisch veldmaarschalk
- 1816 - Bartholomeus Barbiers (32), Nederlands schilder en tekenaar
- 1831 - Pieter de Riemer (61), Nederlands hoogleraar
- 1835 - François Domis (±59), Belgisch volksvertegenwoordiger
- 1842 - Charles Bell (67), Schots arts
- 1849 - René Primevère Lesson (55), Frans chirurg en natuuronderzoeker
- 1849 - Petrus Marius Molijn (29), Nederlands kunstschilder, etser en lithograaf
- 1853 - Ludwig Tieck (79), Duits schrijver
- 1858 - Johannes Peter Müller (56), Duits fysioloog, marien bioloog en vergelijkend anatoom
- 1860 - Isaäc da Costa (62), Nederlands dichter en historicus
- 1865 - Samuel Cunard (77), Canadees-Brits scheepsmagnaat
- 1869 - Ferdinand Jacob Domela Nieuwenhuis (60), Nederlands predikant
- 1889 - Daniel Léon Cans (88), Belgisch volksvertegenwoordiger
- 1892 - Ludvig Holstein-Holsteinborg (76), Deens politicus
- 1893 - Cornelis Cardinaal (73), Nederlands politiefunctionaris
- 1901 - Dolf van Gendt (66), Nederlands architect
- 1903 - Josiah Willard Gibbs (64), Amerikaans natuurkundige en scheikundige
- 1905 - Andrea Aiuti (55), Italiaans curiekardinaal
- 1905 - Fitzhugh Lee (69), Amerikaans generaal
- 1908 - Belle Gunness (ong. 48), verdacht van de moord op minstens vijftien mensen in La Porte (Indiana)
- 1918 - Gavrilo Princip (23), de moordenaar van aartshertog Franz Ferdinand van Oostenrijk en zijn vrouw Sophie op 28 juni 1914
- 1925 - Louis Bouwmeester (82), Nederlands acteur en toneeldirecteur
- 1928 - Augustinus Callier (78), Nederlands bisschop
- 1929 - Hendrik van Heuckelum (49), Nederlands voetballer en winnaar bronzen olympische medaille
- 1930 - Willy Finch (75), Belgisch schilder en keramiekkunstenaar
- 1932 - Gustave Martens (56), Belgisch senator
- 1933 - Cornelis van Vollenhoven (58), Nederlands hoogleraar rechtswetenschap
- 1934 - Charley Patton (42), Amerikaans Delta blues-muzikant
- 1940 - Rob Graafland (64), Nederlands kunstschilder
- 1941 - Joachim Hoppe (26), Duits militair en onderzeebootkapitein
- 1943 - Rosa Manus (61), Nederlands pacifiste en activiste voor vrouwenrechten
- 1945 - Wim Heubel (34), Nederlands nationaalsocialistisch activist en SS-militair
- 1945 - Georges Limage (76), Belgisch senator
- 1945 - Benito Mussolini (61), Italiaans dictator
- 1945 - Clara Petacci (33), Italiaans minnares van Benito Mussolini
- 1949 - Chairil Anwar (26), Indonesisch dichter
- 1949 - Felipe Buencamino III (29), Filipijns journalist en diplomaat
- 1949 - Aurora Quezon (61), first lady van de Filipijnen
- 1953 - Henk Alsem (50), Nederlands journalist, cameraman, cineast en documentairemaker
- 1954 - Léon Jouhaux (74), Frans vakbondsleider en Nobelprijswinnaar
- 1959 - Ki Hadjar Dewantara (69), Indonesisch nationalist, onderwijsvernieuwer en minister
- 1960 - Carlos Ibáñez del Campo (82), Chileens politicus, militair en caudillo
- 1960 - Anton Pannekoek (87), Nederlands activist en astronoom
- 1961 - Werner Klebba (75), Duits componist en dirigent
- 1962 - Gianna Beretta Molla (39), Italiaans heilige en arts
- 1963 - Frans Vos de Wael (87), Nederlands burgemeester
- 1964 - Alexandre Koyré (71), Frans wetenschapsfilosoof en -historicus
- 1965 - Ferdinand Bordewijk (80), Nederlands romanschrijver
- 1965 - Alphonse Clignez (79), Belgisch volksvertegenwoordiger
- 1967 - Joseph Mostert (54), Belgisch atleet
- 1968 - Jorge Kissling (28), Argentijns motor- en autocoureur
- 1969 - Johannes Röntgen (70), Nederlands componist, dirigent en pianist
- 1972 - Xavier Vanslambrouck (59), Belgisch-Amerikaans baanwielrenner
- 1973 - Piero Drogo (44), Italiaans autocoureur
- 1973 - Clas Thunberg (80), Fins schaatser
- 1976 - Richard Hughes (76), Brits schrijver en dichter
- 1976 - Walther von Seydlitz (87), Duits generaal
- 1977 - Anthony Coburn (49), Australisch scenarioschrijver
- 1977 - Sepp Herberger (80), Duits voetballer en voetbaltrainer
- 1978 - Daoed Khan (69), Afghaans staatsman
- 1980 - Andrija Anković (42), Joegoslavisch-Kroatisch voetballer
- 1984 - Piet Kraak (63), Nederlands voetballer en trainer
- 1985 - Jan Leupen (84), Nederlands architect, graficus en schilder
- 1986 - Pierre Ansiaux (81), Belgisch hoogleraar en senator
- 1986 - R.H. Bing (71), Amerikaans wiskundige
- 1986 - Johanna Pieneman (97), Nederlands kunstschilderes
- 1987 - François Haverschmidt (80), Nederlands jurist en ornitholoog
- 1990 - Frits Sieger (96), Nederlands beeldhouwer
- 1992 - Francis Bacon, Iers-Brits schilder
- 1992 - László Szabados (81), Hongaars zwemmer
- 1993 - Efford Chabala (33), Zambiaans voetballer
- 1995 - Wilfrido Maria Guerrero (84), Filipijns toneelschrijver, toneelregisseur en docent
- 1995 - Adolf Ryszka (60), Pools beeldhouwer
- 1997 - Peter Tali Coleman (77), Amerikaans-Samoaans politicus
- 1999 - Mien Duchateau (94), Nederlands atlete
- 1999 - Gabriel Gaudin (79), Frans wielrenner
- 1999 - Alf Ramsey (79), Engels voetbalcoach
- 1999 - Arthur Schawlow (77), Amerikaans natuurkundige
- 2000 - D.C. Lewis (53), Nederlands zanger
- 2001 - Leo Verwiel (72), Nederlands burgemeester
- 2002 - Aleksandr Lebed (52), Russisch generaal en politicus
- 2004 - Bep Warnas (78), Nederlands componist, muziekpedagoog, dirigent en klarinettist
- 2005 - Chris Candido (33), Amerikaans professioneel worstelaar
- 2005 - Raymundo Punongbayan (67), Filipijns geoloog en vulkanoloog
- 2006 - Jan Koetsier (94), Nederlands componist en dirigent
- 2006 - Ben-Zion Orgad (79), Israëlisch componist
- 2007 - Dabbs Greer (90), Amerikaans acteur
- 2007 - Carl Friedrich von Weizsäcker (94), Duits natuurkundige, filosoof en christenpacifist
- 2009 - Lota Delgado (87), Filipijns actrice
- 2009 - Steinar Lem (57), Noors schrijver
- 2009 - Buddy Rose (56), Amerikaans professioneel worstelaar
- 2009 - Idea Vilariño (88), Uruguayaans dichteres, essayiste, vertaalster, hoogleraar literatuur en literair criticus
- 2011 - Erhard Loretan (52), Zwitsers bergbeklimmer
- 2011 - Willie O'Neill (70), Schots voetballer
- 2011 - Cees Zoontjens (66), Nederlands wielrenner
- 2012 - Dik Bruynesteyn (84), Nederlands striptekenaar en cartoonist
- 2012 - Matilde Camus (92), Spaans dichteres
- 2013 - János Starker (88), Hongaars cellist en muziekpedagoog
- 2014 - Jan Samuel Niehoff (91), Nederlands schoolarts, taalkundige, radiomaker, kunstenaar en activist.
- 2017 - Vito Acconci (77), Amerikaans kunstenaar en landschapsarchitect
- 2017 - John Shifflett (64), Amerikaans jazzbassist
- 2017 - John Whitmore (79), Brits autocoureur en ondernemer
- 2017 - Chad Young (21), Amerikaans wielrenner
- 2018 - James Hylton (83), Amerikaans autocoureur
- 2018 - Brooks Kerr (66), Amerikaans jazz-pianist
- 2019 - Richard Lugar (85), Amerikaans politicus
- 2020 - Jill Gascoine (83), Brits actrice en schrijfster
- 2020 - Bobby Lewis (95), Amerikaans zanger
- 2020 - Robert May (84), Australisch natuurkundige en ecoloog
- 2020 - Alexander Münninghoff (76), Nederlands journalist en schrijver
- 2020 - Eddy Pieters Graafland (86), Nederlands voetballer
- 2021 - Michael Collins (90), Amerikaans astronaut
- 2021 - EI Risitas (Juan Joya Borja) (65), Spaans komiek en acteur
- 2021 - Liuwe Tamminga (67), Nederlands organist
- 2022 - Leo Beerendonk (84), Nederlands voetballer
- 2022 - Juan Diego (79), Spaans acteur
- 2023 - David Jacobs (45), Indonesisch para tafeltennisspeler
- 2023 - Harold Kushner (88), Amerikaans rabbijn en auteur
- 2023 - Joeri Petrov (48), Oekraïens voetballer
- 2024 - William Calley (80), Amerikaans oorlogsmisdadiger
- 2024 - Alan Scarfe (77), Brits-Canadees acteur
- 2025 - Priscilla Pointer (100), Amerikaans actrice

## Viering/herdenking

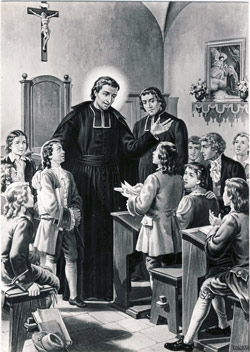
H. LM Grignion de Montfort

- In het Romeinse Rijk beginnen de Floralia, een bloemenfestijn ter ere van de godin Flora, dat tot 3 mei duurt.
- Werelddag voor Veiligheid en Gezondheid op het Werk
- Sardinië: Sa die de sa Sardigna (Herdenking van de Sardijnse Vespers uit 1794-96)
- Rooms-katholieke kalender:
  - Heilige Petrus Chanel († 1841) - Vrije Gedachtenis
  - Heilige Louis-Marie Grignion de Montfort († 1716) - Vrije Gedachtenis
  - Heilige Gianna Beretta Molla († 1962) - Vrije Gedachtenis
  - Heiligen martelaren van Alexandrië: Theodora (van Alexandria) († 303)
  - Heiligen martelaren van Ravenna: Vitalis en Valeria (van Milaan) († 64)
  - Heilige Aphrodisius van Béziers († 65)
  - Zalige Maria-Louise Trichet († 1759)
  - Eerbw. Klara (van der Goes) († 1647)
  - Aartsbisdom Mechelen-Brussel: verjaardag wijding metropolitane kerk (1312) - Feest (Mechelen-Brussel)

## Weerextremen

### Nederland
| | Officiële records | Officiële records | Officiële records |      | Landelijke records | Landelijke records | Landelijke records                   |
| Gebeurtenis | Jaar              | Extreem           | Locatie           | Jaar | Extreem            | Locatie            |                                      |
| --- | ----------------- | ----------------- | ----------------- | ---- | ------------------ | ------------------ | ------------------------------------ |
| Laagste etmaalgemiddelde temperatuur (°C) | 1919              | 1,0               | De Bilt           |      | 1919               | 1,0                | De Bilt                              |
| Hoogste etmaalgemiddelde temperatuur (°C) | 1993              | 19,7              | De Bilt           |      | 2007               | 20,7               | Arcen                                |
| Laagste minimumtemperatuur (°C) | 1908              | −2,4              | De Bilt           |      | 1976               | −4,9               | Deelen                               |
| Hoogste minimumtemperatuur (°C) | 2004              | 12,1              | De Bilt           |      | 2000               | 13,8               | Lauwersoog                           |
| Laagste maximumtemperatuur (°C) | 1919              | 4,0               | De Bilt           |      | 1919               | 4,0                | De Bilt                              |
| Hoogste maximumtemperatuur (°C) | 1993              | 26,9              | De Bilt           |      | 2007               | 28,3               | Arcen                                |
| Hoogste uurgemiddelde windsnelheid (m/s) | 1924              | 13,9              | De Bilt           |      | 1985               | 19,5               | Huibertgat                           |
| Hoogste windstoot (m/s) | 1958              | 21,6              | De Bilt           |      | 2016               | 28,0               | Schaar                               |
| Langste zonneschijnduur (uur) | 1902              | 14,6              | De Bilt           |      | 1902               | 14,6               | De Bilt                              |
| Langste neerslagduur (uur) | 1981              | 11,8              | De Bilt           |      | 1992               | 14,2               | De Kooy, Maastricht                  |
| Hoogste etmaalsom van de neerslag (mm) | 1919              | 20,3              | De Bilt           |      | 1919               | 20,3               | De Bilt                              |
| Laagste etmaalgemiddelde relatieve vochtigheid (%) | 1942              | 37                | De Bilt           |      | 1942               | 28                 | Maastricht                           |
| Laagste uurwaarde luchtdruk op zeeniveau (hPa) | 1911              | 994,2             | De Bilt           |      | 1911               | 991,0              | Eelde                                |
| Hoogste uurwaarde luchtdruk op zeeniveau (hPa) | 1966              | 1034,2            | De Bilt           |      | 1966               | 1034,6             | Rotterdam, Valkenburg ZH, Vlissingen |
| Officiële records worden altijd gemeten op het KNMI-weerstation in De Bilt. Landelijke records kunnen worden gemeten op elk officieel KNMI-weerstation in Nederland. |                   |                   |                   |      |                    |                    |                                      |

Uitzonderlijke gebeurtenissen
- 1902 - Officieel maandrecord langste zonneschijnduur in uren van april gemeten in De Bilt: 14,6. Samen met 27 april 1902
- 1902 - Landelijk maandrecord langste zonneschijnduur in uren van april gemeten in De Bilt: 14,6. Samen met 27 april 1902
- 1913 - Eerste officiële zomerse dag van het jaar (maximumtemperatuur ≥ 25 °C in De Bilt)
- 1913 - Eerste landelijke zomerse dag van het jaar gemeten in De Bilt, Eelde en Maastricht (maximumtemperatuur ≥ 25 °C op een officieel weerstation)
- 1915 - Eerste officiële warme dag van het jaar (maximumtemperatuur ≥ 20 °C in De Bilt)
- 1915 - Eerste landelijke warme dag van het jaar gemeten in De Bilt, Maastricht en Vlissingen (maximumtemperatuur ≥ 20 °C op een officieel weerstation)
- 1932 - Eerste officiële zachte dag van het jaar (maximumtemperatuur ≥ 15 °C in De Bilt)
- 1942 - Landelijk maandrecord laagste etmaalgemiddelde relatieve vochtigheid in % van april gemeten in Maastricht: 28. Samen met 8 april 1909
- 1993 - Eerste officiële zomerse dag van het jaar (maximumtemperatuur ≥ 25 °C in De Bilt)
- 2023 - Officieel hoogste minimumtemperatuur in °C van april dit jaar gemeten in De Bilt: 8,2

### België
Dagrecords
- 1951 - Laagste etmaalgemiddelde temperatuur 3,4 °C
- 2007 - Hoogste etmaalgemiddelde temperatuur 20,5 °C
- 1923 - Laagste minimumtemperatuur −0,4 °C
- 2007 - Hoogste maximumtemperatuur 27,2 °C
- 1951 - Hoogste etmaalsom van de neerslag 12,8 mm

Uitzonderlijke gebeurtenissen
- 1985 - Maximumtemperatuur −0,8 °C in Botrange (Waimes).
- 1993 - Maximumtemperatuur 24,2 °C in Elsenborn (Bütgenbach).

<< · 1 · 2 · 3 · 4 · 5 · 6 · 7 · 8 · 9 · 10 · 11 · 12 · 13 · 14 · 15 · 16 · 17 · 18 · 19 · 20 · 21 · 22 · 23 · 24 · 25 · 26 · 27 · 28 · 29 · 30 · >>